# Mount Clague
Mount Clague är ett berg i Kanada.   Det ligger i provinsen British Columbia, i den sydvästra delen av landet, 3 800 km väster om huvudstaden Ottawa. Toppen på Mount Clague är 1 349 meter över havet.
Terrängen runt Mount Clague är bergig åt sydväst, men åt nordost är den kuperad. Runt Mount Clague är det glesbefolkat, med 18 invånare per kvadratkilometer.. Närmaste större samhälle är Kitimat, 8,3 km öster om Mount Clague.
Trakten runt Mount Clague består i huvudsak av gräsmarker.